# Морозов, Николай Иванович (машинист)
Николай Иванович Морозов — советский хозяйственный и политический деятель.

## Биография
Родился в 1947 году в деревне Куземкино. Член КПСС.
Окончил Волжское техническое училище.
В 1965—2006 гг. — накатчик, сушильщик, старший сушильщик, сеточник, бригадир сеточников, старший машинист буммашины № 7 Кондопожского целлюлозно-бумажного комбината Министерства лесной, целлюлозно-бумажной и деревообрабатывающей промышленности СССР/ОАО «Кондопога».
Указами Президиума Верховного Совета СССР от 6 сентября 1974 года и 23 марта 1978 года за досрочное выполнение социалистических обязательств награждён орденами Трудовой Славы 3-й и 2-й степени.
За ускорение освоения проектных мощностей в металлургии и целлюлозно-бумажной промышленности был в составе коллектива удостоен Государственной премии СССР за выдающиеся достижения в труде 1975 года.
Указом Президиума Верховного Совета СССР от 4 мая 1985 года награждён орденом Трудовой Славы 1-й степени, став полным кавалером ордена Трудовой Славы.
Делегат XXVII съезда КПСС.
Умер в 2017 году в Кондопоге.